# V6 live tour 2011 Sexy.Honey.Bunny!
『V6 live tour 2011 Sexy.Honey.Bunny!』は2011年8月20日-10月10日に開催されたV6のライブDVD。2012年1月18日にavex traxより発売された。

## 概要
- V6の全国ライブツアー「V6 live tour 2011「Sexy.Honey.Bunny!」」（2011年8月20日-10月10日）を映像作品化したもの。
- 「初回生産限定＜WALK盤＞ デジパック仕様(DVD 4枚組)」、「初回生産限定＜SEXY盤＞ デジパック仕様(DVD 4枚組)」、「通常盤（DVD 2枚組）」の3形態でリリース。[2]
- 2020年4月26日から2021年11月1日まで、YouTubeにて本作の本編映像が期間限定で配信された。

## チャート成績
2012年1月30日付オリコン週間DVDランキングで総合首位を獲得した。DVD総合首位は通算8作目で、音楽作品では「10th Anniversary CONCERT TOUR 2005“musicmind”」から6作連続。
またBlu-rayは2016年2月29日付オリコン週間BDランキングで総合11位にランクインした。

## 収録内容

### 本編映像
※Blu-ray盤ではDISC-1にまとめて収録。

#### DISC-1
1. will
2. OK
3. SP "Break The Wall" - REVOLUTIONS feat.V6 & ☆Taku Takahashi（m-flo）
4. Crank it up!!
5. Sexy.Honey.Bunny!
6. 12ヶ月 - Coming Century
7. days -tears of the world- - 20th Century
8. 官尾 - 森田剛
9. 桜色桜風 - 長野博
10. Happy Happy Birthday! - 坂本昌行
11. New Day - Coming Century feat.20th Century
12. Catch
13. WALK

#### DISC-2
1. only dreaming
2. Mission of Love
3. Medicine
4. ヨロコビノウタ - 岡田准一
5. 遠いところまで - 井ノ原快彦
6. “悲しいほどに ア・イ・ド・ル” ～ガラスの靴～ - 三宅健
7. You Know?
8. Air
9. Supernova
10. GUILTY
11. 逢いたくて
12. 明日の傘

ENCORE 1
1. "シングル"メドレー
  1. グッデイ!!
  2. 本気がいっぱい
  3. Darling
  4. COSMIC RESCUE
  5. 愛なんだ
  6. HONEY BEAT
2. Sexy.Honey.Bunny!

ENCORE 2
1. Swing!

ENCORE 3
1. サンキュー! ミュージック!

### 特典映像

#### WALK盤

##### DISC-3
1. 「L.A. ～Las Vegas Road movie ～WALK～」
2. 「Sexy.Honey.Bunny!」全国プロモーション番外編＆クチビル・ステッカーメッセージ ～V6からの返事～

##### DISC-4
1. 「V6 live tour 2011 Sexy.Honey.Bunny!」全国MC集

#### SEXY盤

##### DISC-3
1. TOUR DOCUMENTARY ～楽屋に謎のマネキンが!?～
2. 「Sexy.Honey.Bunny!」LIVE ENCORE PERFECT 360°ver.

##### DISC-4
1. 「V6 live tour 2011 Sexy.Honey.Bunny!」6人だけのツアー打ち上げSpecial！

#### 通常盤・Blu-ray盤「MULTI ANGLE COLLECTION」
※通常盤ではDISC-2、Blu-ray盤ではDISC-1に収録。
1. SP“Break The Wall” - REVOLUTIONS feat.V6 & ☆Taku Takahashi（m-flo）
2. Sexy.Honey.Bunny!
3. Supernova